# جو سويفت
جو سويفت (بالإنجليزية: Joe Swift)‏ هو مقدم تلفزيوني وصحفي بريطاني، ولد في 25 مايو 1965 في غلاسكو في المملكة المتحدة.